# Вторгнення сельджуків до Криму
Вторгнення сельджуків до Криму — гіпотетичний похід військ Румського султанату на місто Сугдея у Криму приблизно 1226 року.

## Передумови
Після захоплення у 1204 році Константинополя хрестоносцями, Візантія розпалася на кілька держав, що ворогували між собою: Нікейську, Трапезундську та Латинську імперії. Цим скористалися турки-сельджуки з Румського (Конійського) султанату, що 1214 року захопили порт Сіноп на Чорному морі.
За ссередньовічною хронікою «Сельджук Наме», автором якої є історик Насір-ад-дін-Яхья-ібн-Мухаммед, більш відомий як Ібн Бібі, один з селджуцьких купців поскаржився султанові Ала ад-Діну Кей-Кубаду I на грабежі і насильство, які над ним вчинили в Криму, в результаті чого той втратив усі свої товари.

## Історія
Кей-Кубад I відправив до Криму свого кращого полководця, еміра Хусам-ад-дін Чобана. До цього часу на Чорному морі у сельджуків вже був досить великий флот, здатний переправити на Кримський півострів не тільки піших воїнів, але й кінноту − ударну силу Конійського султанату.
Ібн Бібі докладно описав вторгнення сельджуків до Криму: Коли військо, йдучи у напрямку до Хазарії, пройшло море, жителі Сугда побачили, що пливе велике військо. Вони негайно відправили до Хусам-ад-діна посла, якому доручили сказати таке. Ми вірні слуги і виконавці наказу султана. Невідомо нам, з якої причини послано велике військо. Якщо у сплаті баджу і переправ (мита за переправи) є якийсь недогляд, то нехай султан штраф накладе; якщо ж султан похід на руських задумав, то ми згодні дати йому в допомогу нашу молодь, яка буде добре битися.Одночасно влада Сугдака відправила гінця в степу до кипчацького хана. Коли флот з військами турків-сельджуків наблизився до берега, хан кипчацький негайно відправив посла з повідомленням до князя руського. У результаті з русічів і кипчаків сформували військо в 10.000 вершників і чекали, яку відповідь принесе посол сугдіан (жителів Сугдака), відправлений до Хусам-ад-дін Чобана. Коли вищезгаданий посол з'явився до глави амірів, то в промові, зверненій до нього, висловив сподівання, що військо турків-сельджуків повернеться назад, обіцяючи зі свого боку, що жителі Сугдака намагатимуться виправити всі недогляди. Наприкінці промови він запропонував 50.000 динарів як «збір на підковку коней» війська. Глава амірів Хусам-ад-дін промовою цієї обурився і заявив, що він прибув не для того, щоб, завдяки золоту, стати негідним, додавши, що з непокірними він вчинить суворо, а тих, хто підкориться, − нагородить".
З розповіді не зрозуміло, який саме князь Русі прийшов на допомогу половцям-кипчакам, але швидше за все йдеться про правителя Переяславського, Новгород-Сіверського чи Київського князівств, які безпосередньо межували з землями кипчаків.
Мирним шляхом вирішити конфлікт не вдалося. Недалеко від Сугдака відбулася дводенна битва між сельджуками і половцями, яких підтримував загін русичів. Успіх у битві був на боці воїнів Конійського султанату. Після перемоги Хусам-ад-дін Чобану осадив Сугдак, жителі якого відмовлялися скласти зброю, але після невдалої вилазки за стіни міста вони погодилися сплатити данину, підкорившись волі переможця.

## Наслідки
Війська сельджуків урочисто вступили в місто, в якому всього за два тижні була споруджена мечеть (на думку багатьох істориків, вона збереглася донині і знаходиться на території Судацької фортеці), встановили посади муедзина, хатиба і каді. Після цього армія Хусам-ад-дін Чобану сіла на кораблі і повернулася на батьківщину. Очевидно, у загарбників були досить серйозні причини для настільки нагальної евакуації, пов'язані з зовнішньополітичними проблемами Конійського султанату.
Історики досі сперечаються про те, коли саме відбулася експедиція Чобану. Більшість дослідників (М. Хоутсма, А.Саввідес, В. Бартольд, О. Якубовський) датують її періодом від 1221 до 1227 рр. Однак, на думку сучасного кримського історика В. Мица, існують досить переконливі факти, що свідчать про більш ранню дату (1217) походу.
Експедиція турків-сельджуків у Крим стала для них одним з останніх великих військових успіхів. Вторгнення монголів у Малу Азію і катастрофічна поразка у битві під Кесе-дагом (1243 р.) поклали початок розпаду і загибелі Сельджуцької держави.